# Дрча, Бояна
Бояна Дрча (до 2019 — Живкович; серб. Бојана Дрча (Живковић), р. 29 марта 1988, Белград, Югославия) — сербская волейболистка, связующая. Двукратная чемпионка мира (2018, 2022), чемпионка Европы 2017, серебряный призёр Олимпийских игр 2016.

## Биография
Профессиональная волейбольная карьера Бояны Живкович началась в белградской команде «Поштар-064», за которую спортсменка выступала на протяжении одного сезона, выиграв с ней чемпионат и Кубок Сербии и Черногории. Затем перешла в другую столичную команду — «Црвену Звезду», с которой дважды становилась чемпионкой Сербии и дважды призёром Кубка Европейской конфедерации волейбола (ЕКВ).
В 2011 Живкович отправилась в свой первый зарубежный клуб — швейцарский «Волеро», с которым по итогам сезона стала чемпионкой страны и обладательницей Кубка и Суперкубка Швейцарии.
В сезоне 2012/13 Живкович выступала за российский клуб «Омичка», который возглавлял главный тренер сборной Сербии Зоран Терзич. Бояна провела один сезон в составе омского клуба, став бронзовым призёром чемпионата России и обладательницей Кубка Сибири и Дальнего Востока.
С 2013 выступала за турецкий клуб «Илбанк» (Анкара), в составе которого, отыграла два сезона. В 2015 вернулась в швейцарский «Волеро». В составе клуба из Цюриха провела два сезона, в которых клуб оформил золотой дубль, выиграв чемпионат и Кубок страны, а также стал бронзовым призёром клубного чемпионата мира. В 2017 году перешла во французский клуб «Канне-Рошвиль». В 2018 заключила контракт с калининградским «Локомотивом».
В 2009 году Бояна Живкович дебютировала в национальной сборной Сербии, выиграв с ней «золото» Евролиги, а в следующем году повторив этот успех. Первое время она проигрывала конкуренцию в основном составе более опытным связующим Майе Огненович и Ане Антониевич и не вошла в число игроков сборной на домашнем чемпионате Европе, который завершился победой команды Сербии. Только с 2013 года Живкович прочно вошла в основу национальной сборной, была участницей чемпионата мира 2014, выступала на бронзовом для Сербии чемпионате Европы 2015 и выиграла в составе сборной серебряные медали на Олимпиаде 2016 в Рио-де-Жанейро. В 2017 году Бояна со сборной Сербии стала победительницей Кубка Бориса Ельцина, где была признана лучшей связующей. Годом ранее (в 2016) Бояна также была победительницей Кубка Ельцина в составе сборной клубов Швейцарии, представленной игроками «Волеро» и возглавляемой тренером сербской сборной Зораном Терзичем. В составе национальной команды в 2017 Бояна стала победителем чемпионата Европы, а в следующем году — чемпионкой мира. Чемпионат мира 2022 принёс волейболистке второе «золото» мировых первенств и приз лучшей связующей турнира.

### Клубная карьера
- 2005—2006 —  «Поштар-064» (Белград);
- 2006—2011 —  «Црвена Звезда» (Белград);
- 2011—2012 —  «Волеро» (Цюрих);
- 2012—2013 —  «Омичка» (Омск);
- 2013—2015 —  «Илбанк» (Анкара);
- 2015—2017 —  «Волеро» (Цюрих);
- 2017—2018 —  «Канне-Рошвиль» (Ле-Канне);
- 2018—2020 —  «Локомотив» (Калининград);
- 2021—2022 —  «Црвена Звезда» (Белград);
- 2022—2023 —  «Ленинградка» (Санкт-Петербург);
- с 2023 —  «Фенербахче» (Стамбул).

## Достижения

### Сосборной Сербии
- серебряный призёр Олимпийских игр 2016.
- двукратная чемпионка мира — 2018, 2022.
- серебряный призёр розыгрыша Кубка мира 2015.
- двукратный бронзовый призёр Гран-при — 2013, 2017.
- бронзовый призёр Лиги наций 2022.
- чемпионка Европы 2017;
  - серебряный (2023) и бронзовый (2015) призёр чемпионатов Европы.
- двукратный победитель розыгрышей Евролиги — 2009, 2010;
  - бронзовый призёр Евролиги 2012.
- бронзовый призёр Европейских игр 2015.

### С клубами
- чемпионка Сербии и Черногории 2006;
- победитель розыгрыша Кубка Сербии и Черногории 2006.
- 3-кратная чемпионка Сербии — 2010, 2011, 2022;
  - двукратный серебряный (2008, 2009) и бронзовый (2007) призёр чемпионатов Сербии.
- 3-кратный победитель розыгрышей Кубка Сербии — 2010, 2011, 2022;
  - двукратный серебряный призёр Кубка Сербии — 2007, 2009.
- 3-кратная чемпионка Швейцарии — 2012, 2016, 2017.
- победитель розыгрышей Кубка Швейцарии — 2012, 2016, 2017.
- двукратная обладательница Суперкубка Швейцарии — 2011, 2016.
- двукратный серебряный (2019, 2020) и бронзовый (2013) призёр чемпионатов России.
- бронзовый призёр розыгрыша Кубка России 2019.
- обладатель Суперкубка России 2019.
- чемпионка Турции 2024;
  - серебряный призёр чемпионата Турции 2025.
- двукратный победитель розыгрышей Кубка Турции — 2024, 2025.

- бронзовый призёр чемпионата мира среди клубов 2016.
- бронзовый призёр розыгрыша Кубка Европейской конфедерации волейбола (ЕКВ) 2008.
- победитель розыгрыша Кубка BVA (Балканской волейбольной ассоциации) 2014.

### Индивидуальные
- 2009: лучшая блокирующая Кубка Европейской конфедерации волейбола (ЕКВ).
- 2010: лучшая связующая Кубка ЕКВ.
- 2022: лучшая связующая чемпионата мира.

## Личная жизнь
В июле 2018 года Бояна Живкович вышла замуж. С 2019 выступает под фамилией мужа — Дрча.